# Biosemiotik
Biosemiotik ist eine interdisziplinäre Wissenschaft, die biologische Prozesse mit Hilfe der Semiotik untersucht und Leben als biologische Zeichen- und Kommunikationsprozesse versteht.
Begriff und Disziplinenkonzept entwickelten sich seit Anfang der 1970er Jahre in Deutschland, Erstbeleg des Begriffsnamens 1962. Thure von Uexküll (1908–2004) suchte seinen Vater, den berühmten Theoretischen Biologen Jakob von Uexküll (1864–1944) im semiotischen Bereich zu verankern. Dessen Arbeit (insbesondere) über die Wahrnehmungsphysiologie und subjektive Wahrnehmung von Tieren standen außerhalb der üblichen Lehre, waren aber in ihrer Durchführung und der schier enzyklopädischen Materialmenge bleibend fachlich und außerfachlich anregend. Thure von Uexküll schrieb einen grundlegenden Beitrag im ersten Band der Zeitschrift für Semiotik (1979), welche die Semiotik im Deutschen Sprachraum als kohärenten Wissenschaftsbereich durchzusetzen suchte. Der Begründer der modernen Psychosomatik verfasste in den darauf folgenden Jahren grundlegende Beiträge zur Endosemiotik, der Zeichenverwendung in und zwischen Zellen des menschlichen Körpers. Die Universität Hamburg unterhält in Zusammenarbeit mit dem Jakob von Uexküll Zentrum in Tartu (Estland) und dem Uexküll Enkel Carl Wolmar Jakob von Uexküll, dem Stifter des alternativen Nobelpreises (Right Livelihood Award), das Jakob von Uexküll-Archiv für Umweltforschung und Biosemiotik.
Thomas Sebeok hatte, von der Linguistik herkommend, sich immer mehr auch mit der Sprache von nicht-menschlichen Lebewesen befasst. In dieser Zeit entstanden Vorträge und Arbeiten zum Kunstschaffen nestbauender Vögel oder zur Mensch-Hund Kommunikation. Die Fragen regten aber auch Biochemiker und Genetiker an. Fragen der Informationgenerierung und -übertragung in belebten Körpern, die Codierung und Weitergabe von Erbinformationen rufen förmlich nach Zeichentheorien. Der Biologe Joachim Schult arbeitet von seinem Bereich der Forschung mit Spinnen herkommend für die semiotische Wende der Biologie. Kalevi Kull vom neuen Biosemiotik Zentrum in Tartu schreibt die Geschichte der Disziplin ohne Berührungsangst mit Neo-Vitalismus.